# Aksak (Kızılcahamam)
Aksak è un villaggio nel distretto di Kızılcahamam, provincia di Ankara, Turchia . Secondo un censimento del 2000, aveva una popolazione di 34 persone.